# Guvernul Dimitrie Ghica
Guvernul Dimitrie Ghica a fost un consiliu de miniștri care a guvernat Principatele Unite ale Moldovei și Țării Românești în perioada 16 noiembrie 1868 - 27 ianuarie 1870.

## Componență
- Președintele Consiliului de Miniștri

Dimitrie Ghica (16 noiembrie 1868 - 27 ianuarie 1870)
- Ministrul de interne

Mihail Kogălniceanu (16 noiembrie 1868 - 24 ianuarie 1870)
Dimitrie Ghica (24 - 27 ianuarie 1870)
- Ministrul de externe

Dimitrie Ghica (16 noiembrie 1868 - 26 august 1869)
ad-int. Mihail Kogălniceanu (26 august - 28 noiembrie 1869)
Nicolae Calimachi-Catargiu (28 noiembrie 1869 - 27 ianuarie 1870)
- Ministrul finanțelor

Alexandru G. Golescu (16 noiembrie 1868 - 27 ianuarie 1870)
- Ministrul justiției

Vasile Boerescu (16 noiembrie 1868 - 21 ianuarie 1870)
ad-int. Dimitrie Ghica (21 - 24 ianuarie 1870)
George Gr. Cantacuzino (24 - 27 ianuarie 1870)
- Ministrul de război

Colonel Alexandru Duca (16 noiembrie 1868 - 14 iulie 1869)
Colonel George Manu (14 iulie 1869 - 27 ianuarie 1870)
- Ministrul cultelor și instrucțiunii publice

Alexandru Papadopol-Calimah (16 - 24 noiembrie 1868)
Alexandru Crețescu (24 noiembrie 1868 - 12 decembrie 1869)
George Mârzescu (12 decembrie 1869 - 27 ianuarie 1870)
- Ministrul lucrărilor publice

ad-int. Dimitrie Ghica (16 noiembrie 1868 - 26 august 1869)
Dimitrie Ghica (26 august 1869 - 27 ianuarie 1870)

## Articole conexe
- Guvernul Dimitrie Ghica (București)
- Guvernul Dimitrie Ghica
- Guvernul Ion Ghica (Iași)
- Guvernul Ion Ghica (București)
- Guvernul Ion Ghica (1)
- Guvernul Ion Ghica (2)
- Guvernul Ion Ghica (3)

## Sursă
- Stelian Neagoe - "Istoria guvernelor României de la începuturi - 1859 până în zilele noastre - 1995" (Ed. Machiavelli, București, 1995)

| Precedat(ă) de: Guvernul Nicolae Golescu | Guvernul Dimitrie Ghica 16 noiembrie 1868 - 27 ianuarie 1870 | Succedat(ă) de: Guvernul Alexandru G. Golescu |